# Sylvilagus insonus
Sylvilagus insonus (кролик омільтемський) — вид ссавців родини зайцеві (Leporidae) ряду зайцеподібні (Leporiformes).

## Поширення
Поширений тільки в горах Сьєрра-Мадре-дель-Сур в штаті Герреро, Мексика. З 1960 року вид не був зареєстрований; включений в список видів, що перебувають під загрозою зникнення,  через втрату місць проживання, полювання і низьку популяцію. Середовище проживання - густі, соснові та сосново-дубові ліси.